# Глобальный метал
«Глоба́льный Ме́тал» (англ. Global Metal, 2008 год) — документальный фильм, снятый канадским антропологом Сэмом Данном и Скотом МакФадьеном. Данный фильм является продолжением первой части под названием «Путешествие металлиста» (Metal: A Headbanger’s Journey). Премьера состоялась 17 октября 2007 года на Международном Бергенском Кинофестивале, а в июне 2008 года прошёл ограниченный показ фильма в кинотеатрах. Фильм повествует о хеви-метале в разных странах, показывая, как люди различных культур привносят нечто своё в тяжелый металл.

## Содержание фильма
На этот раз режиссёры фильма Скот МакФадьен и Сэм Данн предприняли попытку рассмотреть степень влияния наиболее «пагубного» западного музыкального жанра хеви-метал на мировые культуры за пределами Европы и Северной Америки. В роли комментатора-ведущего снова выступает Сэм Данн, который в ходе своего обширного путешествия по странам Азии, Южной Америки, Южной Азии и Ближнего Востока исследует уголки мира, уязвимые для образования экстремальных музыкальных направлений — от индонезийского дэт-метала и китайского блэк-метала до иранского трэш-метала. Фильм показывает мировое сообщество металлистов, которое не просто потребляет металл с Запада, а перерабатывает его, создавая новую форму культурной выразительности в тех обществах, где преобладают конфликты, коррупция и ориентация на массовое потребление.
В ходе своего путешествия Сэм вновь встречается с большинством своих кумиров металлической музыки, наблюдая выступление Black Sabbath перед сорокатысячной аудиторией на футбольном стадионе в Рио-де-Жанейро, концерт Slayer в Джакарте, зажигательную игру Arch Enemy во время open-air фестиваля в Тель-Авиве. Наиболее важно то, что в каждом конкретном случае Сэм исследует степень взаимодействия металла с традиционными музыкальными пристрастиями, его отношение к силовым, классовым и экономическим проблемам, религии, а также степень интеграции, или же, наоборот, противостояния металлической музыки местным традициям и истории.
Этот фильм — плод совместных сочинительских, режиссёрских и продюсерских усилий Скота МакФадьена и Сэма Данна. По словам Скота, импульсом к созданию «Global Metal» послужила невероятная по своим масштабам реакция на его первый фильм, «Путешествие Металлиста».
Мы возлагали большие надежды на эту документальную ленту, но результаты после её премьеры на международном кинофестивале в Торонто (TIFF) в 2005 году превзошли все наши ожидания.

## Интервью
Как и в предыдущем фильме, бо́льшая часть состоит из интервью с различными группами.

### Латиноамериканский мир

#### Рио-де-Жанейро и Сан-Паулу, Бразилия
| Музыкант           | Группа                                  | Гражданство    |
| ------------------ | --------------------------------------- | -------------- |
| Carlos Lopes       | Dorsal Atlantica                        | Бразилия       |
| Rafael Bittencourt | Angra                                   | Бразилия       |
| Эдриан Смит        | Iron Maiden                             | Великобритания |
| Дэйв Мюррей        | Iron Maiden                             | Великобритания |
| Макс Кавалера      | Sepultura, Soulfly, Cavalera Conspiracy | Бразилия       |

### Юго-Восточная Азия и Дальний Восток

#### Токио, Япония
| Музыкант        | Группа              | Гражданство               |
| --------------- | ------------------- | ------------------------- |
| Том Арайа       | Slayer              | Чили                      |
| Керри Кинг      | Slayer              | США                       |
| Ларс Ульрих     | Metallica           | Дания/ США                |
| Марти Фридман   | Megadeth, Cacophony | Соединённые Штаты Америки |
| Yoshiki         | X Japan             | Япония                    |
| Mirai Kawashima | Sigh                | Япония                    |

#### Мумбаи и Бангалор, Индия
| Музыкант                     | Группа               | Гражданство    |
| ---------------------------- | -------------------- | -------------- |
| Sahil Makhija (Demonstealer) | Demonic Resurrection | Индия          |
| Prashant Shah                | Exhumation           | Индия          |
| Nolan Lewis                  | Kryptos              | Индия          |
| Anant Dwivedi                | Prakalp              | Индия          |
| Vincent Pereira              | Prakalp              | Индия          |
| Sai Prabhakaran              | Souled Out           | Индия          |
| Брюс Дикинсон                | Iron Maiden          | Великобритания |

#### Пекин, Китай
| Музыкант   | Группа                              | Гражданство |
| ---------- | ----------------------------------- | ----------- |
| Kaiser Kuo | Spring and Autumn, экс-Tang Dynasty | Китай / США |
| Nong Yong  | Ritual Day                          | Китай       |

### Мусульманский мир и Ближний Восток

#### Джакарта, Индонезия
| Музыкант       | Группа                                  | Гражданство    |
| -------------- | --------------------------------------- | -------------- |
| Марк Гринуэй   | Napalm Death                            | Великобритания |
| Макс Кавалера  | Sepultura, Soulfly, Cavalera Conspiracy | Бразилия       |
| Ларс Ульрих    | Metallica                               | Дания / США    |
| Andre Tiranda  | Siksa Kubur                             | Индонезия      |
| Arian 13       | Seringai                                | Индонезия      |
| Ombat Nasution | Tengkorak                               | Индонезия      |
| Tashea Delaney | Pain Killer                             | Индонезия      |

#### Иерусалим, Израиль
| Музыкант             | Группа        | Гражданство |
| -------------------- | ------------- | ----------- |
| Kobi Farhi           | Orphaned Land | Израиль     |
| Eran Segal           | Whorecore     | Израиль     |
| «Evil» Haim          | Whorecore     | Израиль     |
| Butchered            | Arallu        | Израиль     |
| Nir Nakav            | Salem         | Израиль     |
| Yotam «Defiler» Avni | Abed          | Израиль     |

#### Дубай, Объединённые Арабские Эмираты
| Музыкант       | Группа           | Гражданство                   |
| -------------- | ---------------- | ----------------------------- |
| Ali            | Kahtmayan        | Иран                          |
| Maher          | Музыкант         | Саудовская Аравия             |
| Ahmid          | Музыкант         | Саудовская Аравия             |
| Al-Sharif      | Hate Suffocation | Египет                        |
| Barney Ribeiro | Nervecell        | Объединённые Арабские Эмираты |

## Использованная музыка
- «Daramad»
- «Dil Main Baji Gitar»
- «Egyptian Festival»
- «Golden Memories»
- Arallu — «Morbid Shadow»
- Bhayanak Maut — «Boiled Unwound Filatured»
- Deep Purple — «Highway Star»
- Demonic Resurrection — «Apocalyptic Dawn»
- Hipnose — «Coisinha Do Pai»
- Hipnose — «Vou Festejar»
- In Flames — «Cloud Connected»
- Iron Maiden — «2 Minutes To Midnight»
- Iron Maiden — «Fear of the Dark» (live in Bangalore, India)
- Iron Maiden — «Hallowed Be Thy Name» (live in Bangalore, India)
- Kiss — «Rock And Roll All Nite»
- Lamb Of God — «Walk With Me In Hell»
- Марти Фридман — «Elixir»
- Марти Фридман и AKB 48 — «Death Panda Death»
- Metallica — «Creeping Death»
- Metallica — «Damage Inc.»
- Metallica — «Fight Fire With Fire»
- Motörhead — «Overkill»
- Orphaned Land — «El Meod Na’ala»
- Orphaned Land — «Ornaments of Gold»
- Prabhu Deva — «Kalluri Vaamil»
- Ritual Day — «Ritual Day»
- Salem — «Act of War/Act of Terror»
- Scorpions — «Rock You Like A Hurricane»
- SDS — «Raining Blood» (Slayer cover)
- Sepultura — «Beneath The Remains»
- Sepultura — «Inner Self»
- Sepultura — «Kaiowas»
- Sepultura — «Mass Hypnosis»
- Sepultura — «Roots Bloody Roots»
- Sex Machineguns — «Danger Zone That I Want To Eat And Lick»
- Sigh — «Me Devil»
- Siksakubur — «Parade Luka»
- Slayer — «Angel of Death»
- Slayer — «Raining Blood»
- Slayer — «War Ensemble»
- Spring & Autumn — «Legend»
- Tang Dynasty — «Epic»
- Tengkorak — «Akselerasi Maksimum»
- Tengkorak — «Jihad Soldiers»
- Voodookungfu — «Mo/Monster»
- X Japan — «Art Of Life»
- X Japan — «X»

## Саундтрек
Наряду с фильмом, 24 июля был также выпущен диск, содержащий саундтреки к фильму. Диск содержит в основном группы иностранного происхождения.

### Диск первый
1. «Inner Self» — Sepultura
2. «Walk With Me In Hell» — Lamb Of God
3. «Ladders To Sumeria» — Melechesh
4. «X» (Live) — X Japan
5. «Ornaments Of Gold» — Orphaned Land
6. «Crystal Skull» (Live At the Dubai Desert Rock Festival) — Mastodon
7. «Havenless» — Enslaved
8. «Me-Devil» — Sigh
9. «Cloud Connected» (Live At the Dubai Desert Rock Festival) — In Flames

### Диск второй
1. «Indigenous Laceration» — Chthonic
2. «Salvation Suicide» — Angra
3. «Jaktens Tid» — Finntroll
4. «From The Sky» — Gojira
5. «Epic» — 唐朝 Tang Dynasty
6. «Jihad Soldier» — Tengkorak
7. «Baptized» — Arthimoth
8. «Wings Of Time» — Týr
9. «Apocalyptic Dawn» — Demonic Resurrection